# Love-de-Lic
Love-de-Lic, Inc. (ラブデリック?, Rabuderikku) fu una compagnia giapponese di sviluppo di videogiochi fondata da Kenichi Nishi nel 1995.
Nel personale erano inclusi quattro ex-membri della Square. Dopo aver prodotto tre giochi d'avventura, la compagnia fu smantellata nel 2000 e il personale si separò e ci fu chi andò a lavorare per la skip Ltd., chi per la Vanpool, chi per la Punchline.
Il nome "Love-de-Lic" deriva dall'amore di Nishi per la Yellow Magic Orchestra, specificamente per la raccoltaTechnodelic.

## Giochi
- Moon: Remix RPG Adventure - (1997, PlayStation)
- UFO: A Day in the Life - (1999, PlayStation)
- L.O.L.: Lack of Love - (2000, Dreamcast)

## Personale
- Kenichi Nishi
- Taro Kudou
- Akira Ueda
- Yoshiro Kimura
- Keita Eto
- Kazuyuki Kurashima
- Hirofumi Taniguchi
- Ryūichi Sakamoto
- Hiroshi Suzuki